# Стародубське князівство (Північно-Східна Русь)

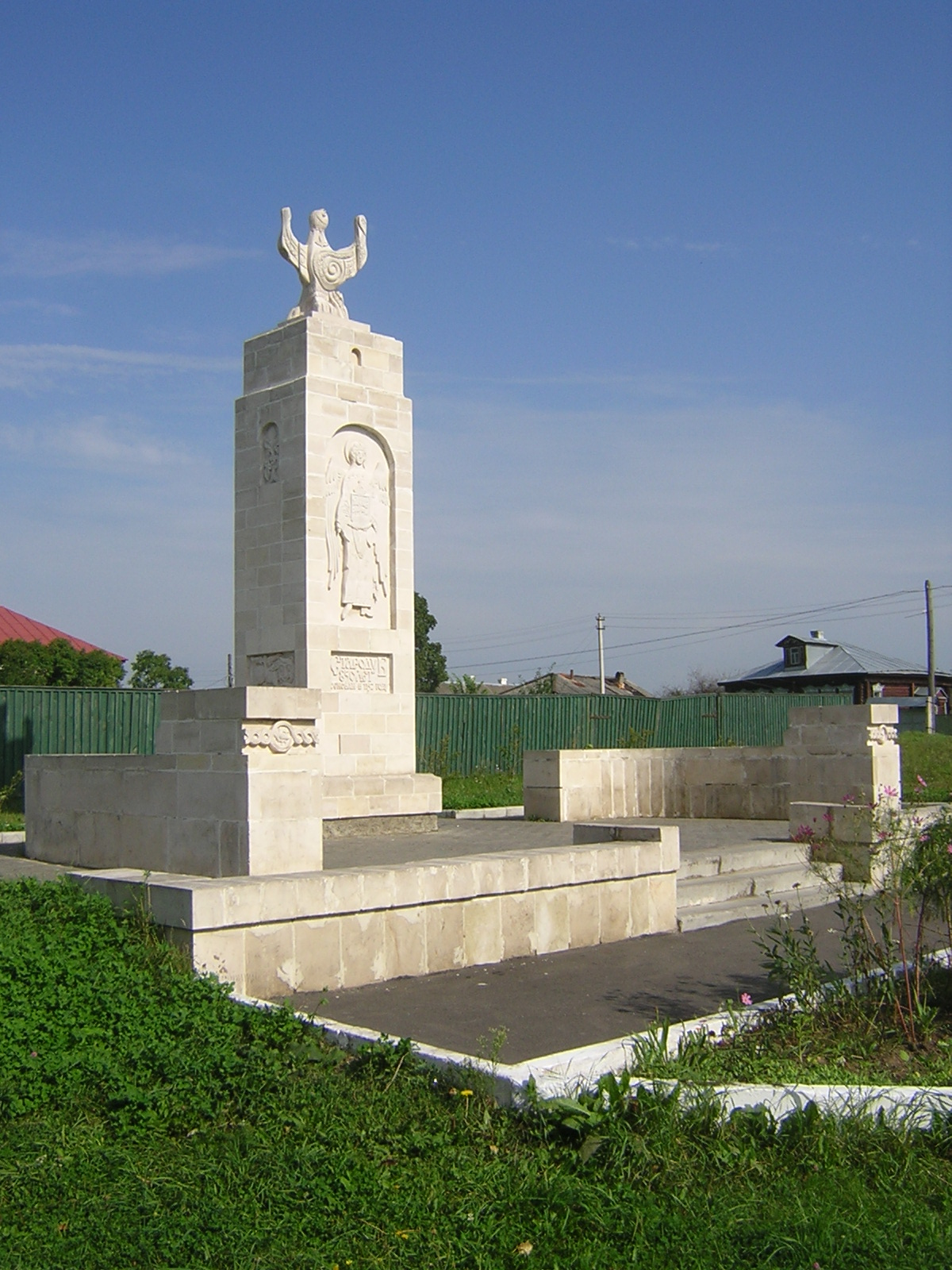
Монумент на місці колишнього розташування Стародуба-на-Клязьмі.

Позначено числом 7

Стародубське князівство, князівство Північно-Східної Русі, що займало територію по середньому перебігу р. Клязьми. Виділилося із складу Великого князівства Володимирського близько 1218.
У 1238 в Стародубі затвердилася династія князя Івана, молодшого сина Всеволода Велике Гніздо. Питома вага стародубських князів в політичних справах Північно-східної Русі була невелика. З XIV ст вони починають служити московським князям. Стародубське князівство проіснувало до XV ст, потім розпалося на ряд дрібних доль — володінь князів Пожарських, Ряполовських, Паліцких, Ромодановських, Килимових і ін.

## Історична доля Стародуба-на-Клязьмі
Місто було засновано у 1152 р. ростово-суздальським князем Юрієм Довгоруким. Заселялося місто вихідцями з Сіверщини, з Чернігівського князівства, з міста Стародуба-Сіверського, від якого і отримало свою назву (Стародуб Волоцький, або Стародуб Ряполовський). Повністю було знищено польськими військами 1609-го року, під час Смутного часу. Відродилося як звичайне село під назвою Клязьменський Городок у XVIII ст. Зараз село Ковровського району Владимирської області Росії.

## Князі
- 1217—1227 Володимир Всеволодович Стародубський
- 1237—1247 Іван Всеволодович Каша
- 1247—1281 Михайло Іванович
- 1281—1315 Іван Михайлович Калістрат
- 1315—1330 Федір Іванович Благовірний
- 1330—1355 Дмитро Федорович
- 1355—1363 Іван Федорович
- 1363(або 1370)—1380-ті Андрій Федорович
- 1380-ті — кінець I чверті XV ст. Федір Андрійович
- кінець I чверті XV ст. — кінець 40-х рр. XV ст. Федір Федорович
- кінець 40-х рр. XV ст. — кінець 50-х рр. XV ст. Володимир Федорович

## Цікаві факти
Найвідомішим з нащадків Стародубських князів у російській історії став князь Дмитро Пожарський, герой визволення Москви від поляків 1612-го року. За родинними переказами, князі Пожарські отримали своє прізвище від міста Погару на Сіверщині, але насправді це прізвище походить від Жарської волості, родинного маєтку цих князів.